# Mišo Brečko
Mišo Brečko (ur. 1 maja 1984 w Trbovljach) – piłkarz słoweński grający na pozycji prawego obrońcy.

## Kariera klubowa
Brečko jest wychowankiem stołecznego klubu o nazwie Factor Lublana. W 2003 roku przeszedł do NK Šmartno i w jego barwach zadebiutował w pierwszej lidze słoweńskiej i zajął z tym klubem 8. miejsce w lidze. Latem 2004 roku Brečko przeszedł do niemieckiego Hamburger SV. 28 sierpnia zaliczył swój pierwszy mecz w Bundeslidze, a HSV pokonało 4:3 1. FC Nürnberg. Był jednak tylko rezerwowym i zagrał raptem w 7 spotkaniach. W sierpniu 2005 Mišo został wypożyczony do drugoligowej Hansy Rostock i był jej podstawowym zawodnikiem, ale nie wywalczył awansu do ekstraklasy. W sezonie 2006/2007 Brečko znów był wypożyczony, tym razem do FC Erzgebirge Aue, ale przegrywał o miejsce w składzie, m.in. z Tomaszem Kosem. Latem 2007 Brečko powrócił do HSV. W HSV grał rok, a latem 2008 roku Słoweniec przeszedł na zasadzie wolnego transferu do beniaminka Bundesligi, 1. FC Köln.

W 2012 roku został kapitanem kolońskiego zespołu. Lutym 2012 roku znalazł się na pierwszych stronach gazet, gdy światło dzienne ujrzał fakt, że mając 1,7 promila alkoholu we krwi, podróżował swoim SUVem po torach kolejowych. W sezonie 2014/2015 przegrywał rywalizację z debiutującym w Bundeslidze Pawłem Olkowskim.
| Sezon   | Klub                  | Kraj     | Rozgrywki                  | Mecze | Bramki |
| ------- | --------------------- | -------- | -------------------------- | ----- | ------ |
| 2003/04 | NK Šmartno            | Słowenia | PrvaLiga Telekom Slovenije | 19    | 0      |
| 2004/05 | Hamburger SV          | Niemcy   | Bundesliga                 | 7     | 0      |
| 2004/05 | Hamburger SV amatorzy | Niemcy   | Regionalliga               | 5     | 0      |
| 2005/06 | Hansa Rostock         | Niemcy   | 2. Bundesliga              | 24    | 1      |
| 2006/07 | FC Erzgebirge Aue     | Niemcy   | 2. Bundesliga              | 14    | 1      |
| 2007/08 | Hamburger SV          | Niemcy   | Bundesliga                 | 14    | 0      |
| 2008/09 | 1. FC Köln            | Niemcy   | Bundesliga                 | 33    | 2      |
| 2009/10 | 1. FC Köln            | Niemcy   | Bundesliga                 | 32    | 0      |
| 2010/11 | 1. FC Köln            | Niemcy   | Bundesliga                 | 29    | 0      |
| 2011/12 | 1. FC Köln            | Niemcy   | Bundesliga                 | 27    | 0      |
| 2012/13 | 1. FC Köln            | Niemcy   | 2. Bundesliga              | 34    | 0      |
| 2013/14 | 1. FC Köln            | Niemcy   | 2. Bundesliga              | 32    | 3      |
| 2014/15 | 1. FC Köln            | Niemcy   | Bundesliga                 | 19    | 1      |

## Kariera reprezentacyjna
W reprezentacji Słowenii Brečko zadebiutował w 2004 roku. Od tego czasu wystąpił w 71 meczach drużyny narodowej (stan na 25 października 2009).